# Ecséd
Ecséd è un comune dell'Ungheria di 3.522 abitanti (dati 2001). È situato nella contea di Heves.